# Horgascsont

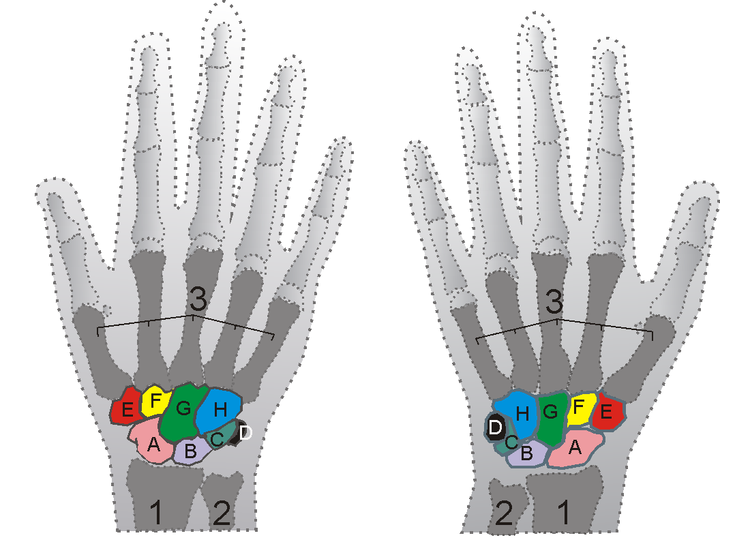
A kéz csontjai
A = Sajkacsont
B = Holdascsont
C = Háromszögletű csont
D = Borsócsont
E = Trapézcsont
F = Kis trapézcsont
G = Fejescsont
H = Horgascsont

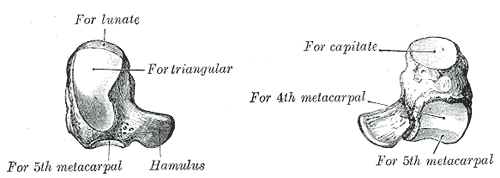
A horgascsont

A horgascsont (os hamatum) egy apró csont (os) az ember csuklójában (articulatio radiocarpalis). Egyike a kéztőcsontoknak (os carpale). A IV. kézközépcsont (IV. metacarpus) és V. kézközépcsont (V. metacarpus) előtt található.

## Felszínei
- A superior felszín mely az ék alaknak a csúcsa, szűk, konvex, sima és a holdascsonttal (os lunatum) ízesül.
- Az inferior felszín a IV. és V. kézközépcsonttal ízesül egy konkáv csiszolt oldallal, mely egy kiemelkedéssel van elválasztva
- A dorsalis felszín háromszögletű és durva, így a szalagoknak biztosít tapadási helyet.
- A volaris felszínen található a hamulus ossis hamati, mely egy kampó alakú nyúlvány.
- A medialis felszín a háromszögletű csonttal (os triquetrum) ízesül.
- A lateralis felszín a fejescsonttal (os capitatum) ízesül a felső és hátsó részén. A többi felület durva, így a szalagoknak biztosít tapadási pontot.